# Das Fahrrad
Pour plus de détails, voir Fiche technique et Distribution.
Das Fahrrad est un film dramatique est-allemand réalisé par Evelyn Schmidt, sorti en 1982.

## Fiche technique
- Titre original : Das Fahrrad (litt. « La Bicyclette »)
- Réalisateur : Evelyn Schmidt
- Scénario : Evelyn Schmidt
- Photographie : Roland Dressel (de)
- Montage : Helga Emmrich (de)
- Musique : Peter Rabenalt (de)
- Sociétés de production : Deutsche Film AG
- Pays de production :  Allemagne de l'Est
- Langue de tournage : allemand
- Format : Couleur
- Durée : 88 minutes (1h28)
- Genre : Drame
- Dates de sortie :
  - Allemagne de l'Est : 22 juillet 1982

## Distribution
- Heidemarie Schneider (de) : Susanne Becker
- Roman Kaminski (de) : Thomas Marlow
- Anke Friedrich : Jenny, la fille de Susanne
- Gertrud Brendler (de) : Mme Puschkat
- Birgit Edenharter (de) : l'institutrice de l'école maternelle
- Heidrun Bartholomäus (de) : Marry
- Gisela Bestehorn (de) : la directrice de l'agence de voyage
- Johanna Clas (de) : Gerda
- Detlef Plath : Kalle
- Andrej Hoffmann : Danny